# Toda Ujikane
 (novembre 2016).
Si vous disposez d'ouvrages ou d'articles de référence ou si vous connaissez des sites web de qualité traitant du thème abordé ici, merci de compléter l'article en donnant les références utiles à sa vérifiabilité et en les liant à la section « Notes et références ».
Toda Ujikane est un nom japonais traditionnel ; le nom de famille (ou le nom d'école), Toda, précède donc le prénom (ou le nom d'artiste).
Toda Ujikane (戸田 氏鉄, 1576-21 mars 1655) est un daimyo des époques Momoyama et Edo. Il est le vice-commandant des forces du shogunat Tokugawa durant la rébellion de Shimabara (1637-1638).